# The End of the Feud (film, 1914)
Pour l’article homonyme, voir The End of the Feud (film, 1912).

The End of the Feud est un film muet américain réalisé par Allan Dwan et sorti en 1914.

## Fiche technique
- Réalisation : Allan Dwan
- Scénario : Richard Rosson
- Durée : 20 minutes
- Date de sortie : États-Unis : 12 avril 1914

## Distribution
- Murdock MacQuarrie : Hen Dawson
- Pauline Bush : June
- Lon Chaney : Wood Dawson
- William Lloyd : Jed Putnam
- William C. Dowlan : Joel